# Zygmunt Rysiewicz
Zygmunt Rysiewicz (ur. 5 stycznia 1911 w Krośnie, zm. 14 kwietnia 1954 w Warszawie) –  językoznawca, indolog; profesor Uniwersytetu Warszawskiego.
Ogłosił liczne prace z językoznawstwa indyjskiego i ogólnego (Un archaisme de l’accentuation védique, Studia językoznawcze). Był redaktorem naczelnym i współautorem Słownika Wyrazów Obcych (I wydanie 1954).
Absolwent Uniwersytetu Lwowskiego. Pracował jako adiunkt w Seminarium Językoznawstwa Indoeuropejskiego  (uczeń Gaertnera i Jerzego Kuryłowicza). Pracował w Katedrze od 1 czerwca 1946 do 1 listopada 1947. Po dwuletnich studiach w Paryżu (u Renou, Blocha i Emila Benveniste'a) i habilitacji na UJ przeniósł się w 1949 roku na Uniwersytet Warszawski.
Zmarł tragicznie 14 kwietnia 1954 r.
Materiały archiwalne Zygmunta Rysiewicza znajdują się w PAN Archiwum w Warszawie pod sygnaturą III-54.